# Каменно-Балковское сельское поселение
Каменно-Балковское сельское поселение — муниципальное образование в Орловском районе Ростовской области. 
Административный центр поселения — хутор Каменная Балка.

## Административное устройство
В состав Каменно-Балковского сельского поселения входят:
- хутор Каменная Балка;
- хутор Греков;
- хутор Журавлёв;
- хутор Комарьков;
- хутор Красное Знамя;
- хутор Лагерный;
- хутор Малая Каменка;
- хутор Нижнеталовый;
- хутор Орден Ленина;
- хутор Троицкий.

## Население
| 2010  | 2012  | 2013  | 2014  | 2015  | 2016  | 2017  |
| ----- | ----- | ----- | ----- | ----- | ----- | ----- |
| 2307  | ↘2275 | ↘2268 | ↘2245 | ↘2220 | ↘2213 | ↘2176 |
| 2018  | 2019  | 2020  | 2021  |       |       |       |
| ↘2149 | ↘2135 | ↘2123 | ↘2103 |       |       |       |